# Aboubacar Sidiki Traoré
Aboubacar Sidiki Traoré (ur. 10 grudnia 1992 w Wagadugu) – burkiński piłkarz grający na pozycji pomocnika. Od 2022 jest zawodnikiem klubu Rail Club du Kadiogo.

## Kariera klubowa
Swoją karierę piłkarską Traoré rozpoczął w klubie AS SONABEL. W sezonie 2010/2011 zadebiutował w jego barwach w pierwszej lidze burkińskiej. W sezonie 2011/2012 wywalczył z nim wicemistrzostwo Burkiny Faso. W latach 2013–2014 był piłkarzem Étoile Filante Wagadugu, z którym w sezonie 2013/2014 został mistrzem, a w sezonie 2014/2015 wicemistrzem kraju. W 2015 roku odszedł do gwinejskiego klubu Horoya AC. W sezonie 2014/2015 wywalczył z nim mistrzostwo, a w sezonie 2015/2016 dublet - mistrzostwo i Puchar Gwinei. W 2016 roku przeszedł do Rail Club du Kadiogo. W sezonie 2016/2017 został z nim mistrzem, a w sezonie 2017/2018 - wicemistrzem Burkiny Faso. Wiosną 2018 występował w egipskim Wadi Degla SC. W latach 2018–2021 był zawodnikiem Salitas FC, z którym sięgnął po wicemistrzostwo kraju w sezonie 2018/2019. W sezonie 2021/2022 grał w AS Douanes Wagadugu. Zdobył z nim Puchar Burkiny Faso. W 2022 wrócił do Rail Club du Kadiogo.

## Kariera reprezentacyjna
W reprezentacji Burkiny Faso Traoré zadebiutował 6 lipca 2013 w wygranym 1:0 meczu Mistrzostw Narodów Afryki 2014 z Nigrem, rozegranym w Wagadugu. Od 2013 do 2017 wystąpił w kadrze narodowej 8 razy.